# 阿米尼乌斯号铁甲舰
陛下之舰阿米尼乌斯号是普鲁士海军暨北德意志联邦海军和德意志帝国海军麾下的一艘铁甲舰，得名于日耳曼民族英雄、条顿堡森林战役的胜利者阿米尼乌斯。它由英国海军上校考珀·科尔斯所设计，采用炮塔舰样式，并由伦敦的萨穆达兄弟船厂作为投机产物承建；普鲁士在对抗丹麦的第二次石勒苏益格战争期间将其购入，但直至战争结束后才交付。舰只在舯部的一对旋转式炮塔上装备有四门210毫米口径炮。由于明显的舰艏撞角，它通常也会被视为撞角舰。
阿米尼乌斯号在普鲁士海军服役的前六年曾担任岸防舰职能。在德意志统一的过程中，它在普奥战争和普法战争时都得到广泛的运用。在后者的冲突期间，该舰是法军对德国港口实施封锁的主要挑战。战争结束后，阿米尼乌斯号撤出前线服役，并被用于各种次要角色，包括作为轮机舱船员的训练船以及担任教练舰布吕歇尔号的附属船。该舰最终于1901年出售，并于次年拆解报废。

## 设计

### 整体特征及推进装置
这艘后来被命名为阿米尼乌斯号的军舰是由英国皇家海军军官、铁甲炮塔舰的倡导者考珀·科尔斯上校所设计。它与同为科尔斯设计的丹麦铁甲舰罗尔夫·克拉克号几乎别无二致。阿米尼乌斯号采用铁制横向框架构造，船底简约而平滑，船体共划分为五个水密舱室，其中两个延伸至中层甲板、两个延伸至上层甲板。甲板上设有两座炮塔、一座司令塔以及两根桅杆（前桅及主桅）。舷栏杆由约6.35毫米厚的钢板组成，高度约为1.15米。它们可在作战时向外折叠，以缩小火炮周边的目标范围并提供更广阔的射界，因为炮塔的炮膛轴线仅比甲板高出约46厘米。
阿米尼乌斯号的水线长度和全长分别为61.6米和63.21米，舷宽为10.9米，有4.32米的前吃水和4.55米的后吃水。它的设计排水量为1653吨、满载排水量则达1829吨。舰只的标准船员编制为10名军官及122名水兵。它可携带一些小型舰载艇，包括两艘大舢板、两艘短桅帆船以及一艘小划艇。阿米尼乌斯号并不是一个特别成功的设计；其横摇剧烈且迅速，尤其是在波涛汹涌的海面上。它的舰艏进水严重，掌舵也不平衡：舰身转向右舷敏捷，但转向左舷则缓慢。为了保持直线航行，舵角必须向左舷偏转15度。仅靠风帆的力量来控制舰只也是不可能的。
阿米尼乌斯号由格林尼治约翰·佩恩及子生产的单台卧式两缸单胀蒸汽机提供动力，用以驱动一副直径为3.96米的双叶螺旋桨。四台燃煤火管锅炉各设四个炉膛，以1.5標準大氣壓（150千帕斯卡）的压力向发动机输送蒸汽。锅炉也是由约翰·佩恩及子制造，并被安排在单个锅炉舱内。有限的电力由一台发电机提供，它在55伏特电压下的输出功率为1.9千瓦。作为蒸汽动力的补充，舰只还配备有总表面积为540平方米的双桅纵帆船具，其中前桅采用横帆舣装，主桅则为斜桁帆。推进装置设计的额定功率为1,200匹公制馬力（1,200匹指示馬力），最高速度为10節（19每小時）。但在实际试验中，阿米尼乌斯号均超过了这两项指标，达到1,440匹公制馬力（1,420匹指示馬力）和12節（22每小時）。该舰可贮存171吨燃煤，能够以8節（15每小時）的速度续航2,000海里（3,700）。

### 武器及装甲

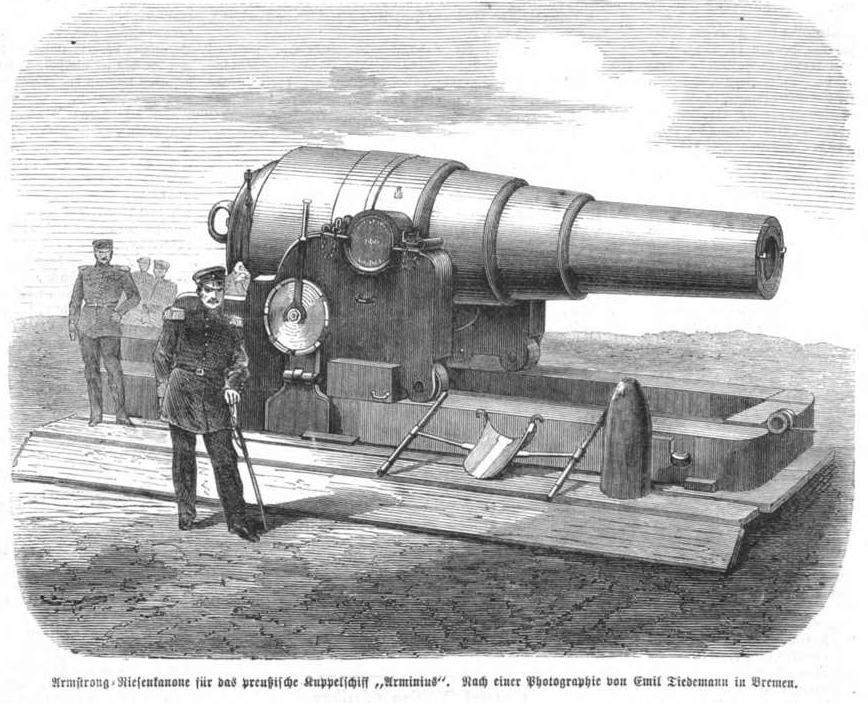
阿米尼乌斯号的其中一门舰炮

竣工时，阿米尼乌斯号装备有四门72磅的青铜来福炮作为主炮，但在交付普鲁士海军后，它们被克虏伯制造的四门210毫米19倍径箍炮所取代。这些炮共计提供332发弹药，并可提升至12°仰角。在最大仰角时，火炮可以打击2800米开外的目标。在1881年后，舰只还增设了四挺37毫米机炮，并在舰艏的水线上方安装了一具直径为350毫米的鱼雷发射管。
阿米尼乌斯号的装甲由锻铁和柚木镀层组成。司令塔受到114毫米厚的锻铁保护，并背衬229毫米厚的柚木。水线装甲带的锻铁厚度从艏艉两端的76毫米到舰舯的的114毫米不等，整个长度均由229毫米厚的柚木支承。两座炮塔则装备以114毫米厚的铁甲和406毫米厚的木材。

## 服役历史

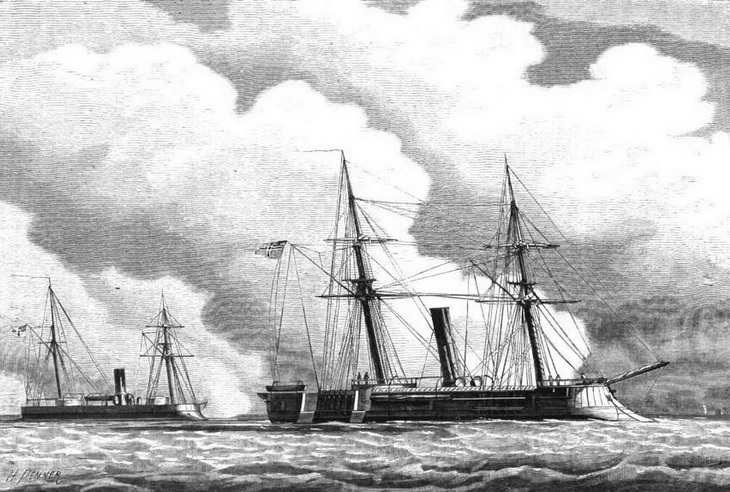
阿米尼乌斯号（左）与阿达尔贝特亲王号（右）

在目睹了克里米亚战争期间重装铁甲舰所发挥的突出作用之后，普鲁士也迫切希望采购相应的舰型。因此在1863年，普鲁士下令将阿米尼乌斯号作为普鲁士海军的第一艘铁甲舰。但由于当时普鲁士没有造船厂可以建造这类舰船，当局便将目光投向了英国。阿米尼乌斯号本是由伦敦的萨穆达兄弟船厂建造的一艘投机性产物，当时假定正处于美国南北战争中期的南部联盟会购买它。舰只自1863年开始架设龙骨，至1864年8月20日下水。就在下水的同一天，普鲁士以188.7万黄金马克购买了该舰——部分费用是通过公众募捐支付的。舰只原定的交付时间是1864年9月，但由于同年普鲁士和丹麦间的第二次石勒苏益格战争所引发的政治问题，同时因为英国政府同情丹麦并阻挠交付，使得普鲁士直至战争结束后，于1865年4月22日才得以接收舰只。随后，阿米尼乌斯号作为岸防舰服役了六年，直至1871年。与撞角舰阿达尔贝特亲王号一样，阿米尼乌斯号是普鲁士海军首批接收的铁甲舰之一。
当1866年中期的普奥战争爆发时，阿米尼乌斯号与阿达尔贝特亲王号作为普鲁士仅有的两艘铁甲舰被动员起来。它们原本驻泊在基尔，但在战争初期，阿米尼乌斯号曾于100小时内、经由卡特加特海峡和斯卡格拉克海峡开赴距离约940海里（1,740）的汉堡，这对于早期的铁甲舰而言是一个了不起的壮举。因此，在没有来自奥地利的海上威胁的情况下，普鲁士海军得以集中力量对付汉诺威王国。在战争的余下时间里，阿米尼乌斯号于舰长、海军少校赖因霍尔德·冯·维尔纳的率领下，主要在格斯特明德外围行动，而只要该舰一出现，汉诺威的几个海岸炮台便告投降。6月15日，阿米尼乌斯号与两艘炮舰虎号和独眼巨人号负责掩护埃德温·冯·曼陀菲尔将军及大约13500名士兵渡过易北河，攻击汉诺威市。至月底，普鲁士军队在克尼格雷茨战略性击败奥地利人，从而结束了战争。
1866年10月3日，该舰在基尔与美国海军的铁甲浅水重炮舰缅托诺莫号竞速，结果阿米尼乌斯号比美舰快了2節（3.7每小時）。1868年11月，该舰被搁置起来进行大修，其中包括用更轻的独桅索具替换原来的索具。此外，还安装了一个从前炮塔延伸至舰艉的露天甲板，船体的通风器也通过新甲板向上延伸。至1870年，舰只的帆装索具被全部拆除，因为它被确定在航行中无法操控，并且桅杆遮挡了炮塔的发射弧线。
在1870－1871年的普法战争爆发时，普鲁士海军将阿米尼乌斯号与铁甲巡防舰王储号、腓特烈·卡尔号和威廉国王号集中在威廉港的北海海军基地。阿米尼乌斯号于战事初期驻泊在基尔，但凭借其较浅的吃水，能够紧贴瑞典沿岸设法突破法国的封锁。而在通过瑞典领海时也能保护该舰免受法国的攻击。尽管法国海军优势巨大，但法国人在战前没有制定充分的计划来攻击普鲁士的海军设施，并且得出结论认为只有在丹麦的帮助下才有可能奏效，而丹麦的援助几乎是不可能的。在海军中将爱德华多·冯·雅赫曼的指挥下，这四艘舰于1870年8月上旬向多格滩发起进攻，但未能遭遇任何敌舰。此后，三艘铁甲巡防舰的发动机饱受长期故障的困扰，这使阿米尼乌斯号只得单独展开行动。
海军中校奥托·利沃尼乌斯在战争期间接任阿米尼乌斯号舰长。在战争过程中，该舰曾从港口出击四十余次；虽然偶尔会与实施封锁的法国军舰零星交火，但均未能引发大规模海战。在战争的大部分时间里，阿米尼乌斯都驻泊在易北河河口，同它一起的还有铁甲撞角舰阿达尔贝特亲王号和三艘小型炮舰。另外三艘铁甲巡防舰则停留在旺格岛外围。9月11日，这三艘舰准备好再次行动；它们加入了阿米尼乌斯号展开奔赴黑尔戈兰岛的另一项重大出击，但同样没有遇到任何法国对手。这是由于德国人没有留意到对方已于前一天结束了封锁，并撤回至瑟堡。
在1872年撤离前线部队后，阿米尼乌斯号被用作海军工程师的训练船。该舰于1875年退役并作预备役搁置。由于装备有舰艏撞角，它于1880年代也曾在基尔作为破冰船使用。1882年，阿米尼乌斯号又担任军校学员训练船布吕歇尔号的补给舰。该舰于1888年重建；在改造过程中，其推进系统得到大修并替换为德国制造的发动机，还加装了两盏探照灯。同样新增的还有四挺机炮和一具350毫米鱼雷发射管。阿米尼乌斯号最终于1901年3月2日正式从海军序列中除籍，并以72000黄金马克的价格售予拆船商。次年，舰只在汉堡拆解报废。

## 脚注
注释
1. ↑  SMS表示, 即“陛下之舰”。

引用
1. 1 2 3 4 5  Gröner，第1頁.
2. ↑  Sondhaus Naval Warfare，第80頁.

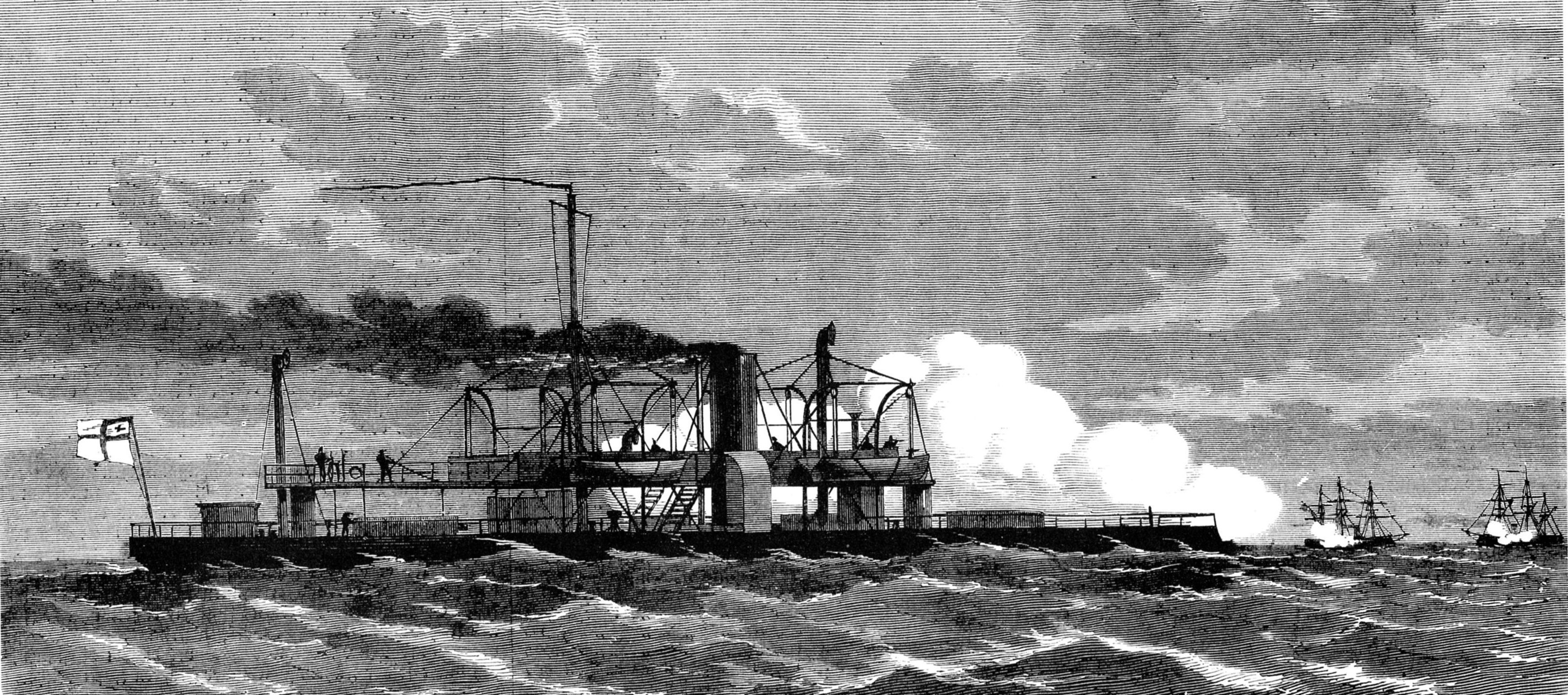
描绘了阿米尼乌斯号与法国铁甲舰在威悉河河口交战场景的画作

3. 1 2 3 4 5 6 7  Gröner，第2頁.
4. 1 2 3  Dodson，第15頁.
5. 1 2  Sullivan，第17頁.
6. 1 2  Gröner，第1–2頁.
7. 1 2  Greene & Massignani，第199頁.
8. 1 2  Sullivan，第18頁.
9. ↑  Sondhaus Naval Warfare，第93頁.
10. ↑  Sondhaus Weltpolitik，第83–84頁.
11. 1 2 3  Sondhaus Weltpolitik，第84頁.
12. ↑  Greene & Massignani，第219頁.
13. ↑  Dodson，第18頁.
14. ↑  Gardiner，第242頁.
15. 1 2  Sondhaus Naval Warfare，第101頁.
16. ↑  Wilson，第277頁.
17. 1 2  Sondhaus Naval Warfare，第102頁.
18. ↑  Sondhaus Weltpolitik，第95頁.
19. ↑  Wilson，第278頁.
20. ↑  Dodson，第32頁.